# Сушрута Самхита
Сушрута Самхита (санск. सशरतसहिता) је древни санскритски текст из области медицине, који се приписује индијском хирургу Махаришу Сушрути, оснивачу ајурведске медицине (индијске традиционалне медицине), са бројним иновативним поглављима о оперативним захватима у хирургији. „Сушрута Самхита“ је главна референтна књига за ајурведске хирурге и сматра се важним уџбеником хирургије из древних времена.
Оригинални манускрипт није надживео аутора. Постоје само копије и бројне ревизије Сушртиних рукописа Најстарији сачувани рукописи датирају из 3. или 4. века наше ере. Текст ових рукописа преведен је на арапски језик у 8. веку.
Један од најважнијих докумената који је повезан са овим индијским лекарем, и најстарији сачувани примерак „Сушруте Самхите“, који је познат и као „Бауер рукопис“, чува се у Универзитетској библиотеци у Оксфорду а написан је претежно на санскрит језику.